# Phebellia trichiosomae
Phebellia trichiosomae är en tvåvingeart som först beskrevs av Sellers 1943.  Phebellia trichiosomae ingår i släktet Phebellia och familjen parasitflugor.
Artens utbredningsområde är Maine. Inga underarter finns listade i Catalogue of Life.